# エアフロントオアシス下河原
エアフロントオアシス下河原（エアフロントオアシスしもがわら）は、兵庫県伊丹市下河原の大阪国際空港北側に位置する日本の公園。
本項では、エアフロントオアシス下河原に隣接する下河原緑地（しもがわらりょくち）についても合わせて解説する。

## 概要
国土交通省が整備したエアフロントオアシス下河原（西側）と、伊丹市が整備した下河原緑地（東側）の2つの公園より形成される。
芝生が敷き詰められ、モニュメントや遊具が整備された公園で、家族連れ、撮影やスポッティングを行う航空ファンらでにぎわう。
大阪国際空港の北側に位置する公園であり、同空港の滑走路が間近にある。そのため、飛行機の離着陸（主に離陸）を見ることができる。2本ある滑走路のうち短い滑走路である14L/32Rに近く、小型機の発着を特によく見ることができる。また、ヘリパッドに近く、ヘリコプターの運用もウォッチングすることができる。
国道171号が周辺を通っているほか、北伊丹駅（JR宝塚線）から徒歩15分程度で訪れることができる。

## 利用時間
- 9時から17時(7,8月は9時から19時)